# Il Trifoglio
Il Trifoglio fu un'intesa fra partiti italiani attiva dal 27 ottobre 1999 al 6 febbraio 2000.

Di essa facevano parte:
- l'Unione per la Repubblica di Francesco Cossiga;
- i Socialisti Democratici Italiani di Enrico Boselli;
- il Partito Repubblicano Italiano di Giorgio La Malfa.

## Storia
Il 27 ottobre 1999 il senatore a vita Francesco Cossiga dalle colonne de La Stampa propose allo SDI e al PRI di creare un «Trifoglio» da contrapporre a L'Ulivo, ovvero «un centro riformatore che trae le sue componenti dalla storia europea e italiana dei socialisti, dei liberal-democratici e dei cristiano-riformisti». Tre giorni dopo Cossiga chiarì che il Trifoglio era, «in pratica, la gamba moderata dell'Ulivo. Serve a bilanciarlo».
Il 5 novembre, dopo il naufragio dell'Unione Democratica per la Repubblica, Cossiga si riorganizzava come Unione per la Repubblica.
Anche se i tre leader di centrosinistra - Cossiga, Boselli e La Malfa - presero ben presto a muoversi con una voce sola, in un primo momento mancò la formale adesione del PRI. Pur con questi limiti, il Trifoglio all'inizio di dicembre poteva contare alla Camera dei deputati su 18 parlamentari (8 UpR, 8 SDI, 2 FLDR), rendendosi componente necessaria per la sopravvivenza del governo D'Alema I.
Il 13 dicembre lo SDI apre la crisi di governo che il 18 cade. Viene ricostituito quattro giorni dopo con l'aggiunta de I Democratici, ma senza esponenti del Trifoglio, che fino alla fine non è riuscito a trovare un accordo col presidente del Consiglio Massimo D'Alema ripiegando sull'astensione.
Il 30 gennaio 2000 La Malfa vince il congresso repubblicano col 76% dei voti. Prevale così la linea di adesione al Trifoglio, ma anche di fiancheggiamento dell'UpR per trovare un dialogo con Forza Italia.
La tendenza di Cossiga e La Malfa a chiudere col centrosinistra per aprire al centrodestra provoca però malumori fra i socialisti e il 6 febbraio lo SDI abbandona a larga maggioranza il Trifoglio.
Il giorno dopo La Malfa sostenendo che «a questo punto non si può fare finta di niente e sostituire lo SDI con Bobo Craxi o Martelli», dichiarò «sospesa» l'esperienza del Trifoglio.

## Simbolo
Il simbolo del Trifoglio non ha mai visto la luce. Nell'ottobre 1999 Cossiga aveva pensato a un logo con «tre rose. Una rossa, che si riferisce alla tradizione del movimento operaio. Una bianca, a evocare l'organizzazione clandestina dei giovani cattolici bavaresi contro il nazismo. Una verde, che ricorda la componente liberal-democratica, repubblicana e anche ambientalista».

Successivamente, gennaio 2000, il presidente emerito pensò invece a «un Trifoglio con le tre foglie colorate: una verde per i repubblicani e la massoneria, che non guasta mai; una rossa, che non comprende solo i socialisti di Boselli, ma ha tante venature; una bianca per l'area cattolica». Sotto vorrebbe inserire la scritta Centro sinistra democratico». Ma anche stavolta non se ne fece nulla.